# 十二面體
在幾何學中，十二面體是指由十二個面組成的多面體，而由十二個全等的正五邊形組成的十二面體稱為正十二面體。
十二個面的多面體可以是正十二面體、菱形十二面體、正五角帳塔、雙四角錐柱、扭稜鍥形體、十一角錐、十角柱。
在許多情況下，常用「十二面體」一詞來代表正十二面體。

## 常見的十二面體
在所有凸十二面體中，包含鏡射像共有6,384,634種拓樸結構明顯差異的凸十二面體。拓樸結構有明顯差異意味著兩種多面體無法透過移動頂點位置、扭曲或伸縮來相互變換的多面體，例如正十二面體和十角柱無論如何變形都無法互相變換，因此拓樸結構不同，但正十二面體和截角五方偏方面體可以透過簡單的變形來彼此互換，因此正十二面體和截角五方偏方面體在拓樸上並無明顯差異。
| Ih, 120階    | Ih, 120階    | Ih, 120階 | Ih, 120階 |
| ------------ | ------------ | --------- | --------- |
| 正-          | 小星形-      | 大-       | 大星形-   |
|              |              |           |           |
| Th, 24階     | T, 12階      | Oh, 48階  | Td, 24階  |
| 五角十二面體 | 五角三四面體 | 菱形-     | 鳶形-     |
|              |              |           |           |
| D4h, 16階    | D4h, 16階    | D3h, 12階 | D3h, 12階 |
| 菱形六角化-  | 菱形四角化-  | 梯形菱形- | 梯形鳶形- |
|              |              |           |           |

### 正十二面體

正十二面體

正十二面體是對稱性最高的十二面體，由12個正五邊形組成。它共有20个顶点、30条棱、160条对角线，被施莱夫利符号{5,3}所表示，与正二十面体互成对偶。它是一种只具有正四面体对称性的五角十二面体的特殊形式，五角十二面体的另一种特殊形式是具有正八面体对称性的卡塔兰多面体菱形十二面体，它（加上所有其它的五角十二面体）都与正十二面体在拓扑上等价。正十二面體还是截顶五方偏方面體的特例。其四維類比為正一百二十胞體。

### 十角柱

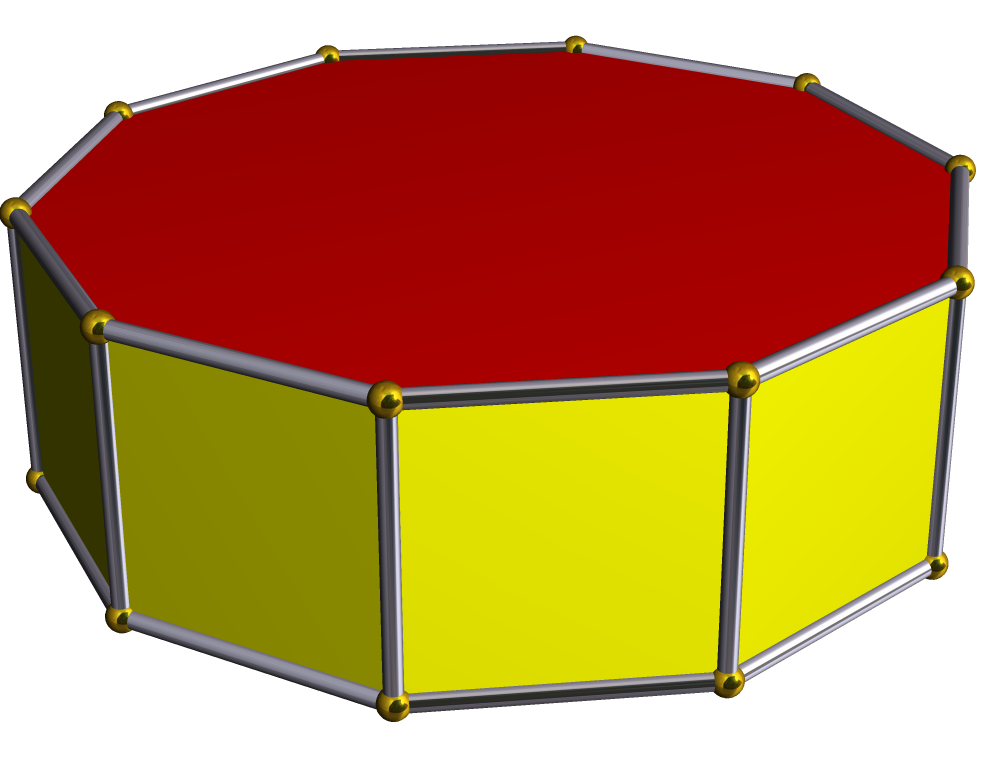
正十角柱

十角柱是一種底面為十邊形的柱體，是十二面體的一種，由12個面、30條邊和20個頂點組成。正十角柱代表每個面都是正多邊形的十角柱，其每個頂點都是2個正方形和1個十邊形的公共頂點，因此具有每個角等角的性質，可以歸類為半正十二面體。而頂點都是2個正方形和1個十邊形的公共頂點的這種頂角，在頂點圖中以{\displaystyle 4{.}4{.}10}表示。正十角柱在施萊夫利符號中可以利用{10}×{} 或 t{2, 10}來表示；在考克斯特—迪肯符号中可以利用來表示；在威佐夫符號中可以利用2 10 | 2來表示；在康威多面體表示法中可以利用P10來表示。若一個正十角柱底邊的邊長為{\displaystyle s}、高為{\displaystyle h}，則其體積{\displaystyle V}和表面積{\displaystyle S}為：
{\displaystyle V={\frac {5{\sqrt {5+2{\sqrt {5}}}}}{2}}hs^{2}\approx 7.69421hs^{2}}
{\displaystyle S=5s\left(2h+{\sqrt {5+2{\sqrt {5}}}}s\right)\approx 5s\left(2h+3.07768s\right)}

### 十一角錐

十一角錐

十一角錐是一種底面為十一邊形的錐體，是十二面體的一種，其具有12個面、22條邊和12個頂點，其對偶多面體是自己本身。正十一角錐是一種底面為正十一邊形的十一角錐。若一個正十一角錐底邊的邊長為{\displaystyle s}、高為{\displaystyle h}，則其體積{\displaystyle V}和表面積{\displaystyle S}為：
{\displaystyle V={\frac {11hs^{2}\cot {\frac {\pi }{11}}}{12}}\approx 3.12188hs^{2}}
{\displaystyle S={\frac {11s\left({\sqrt {4h^{2}+s^{2}\cot ^{2}{\frac {\pi }{11}}}}+s\cot {\frac {\pi }{11}}\right)}{4}}\approx 2.75s\left({\sqrt {4h^{2}+11.5987s^{2}}}+3.40569s\right)}

### 雙六角錐

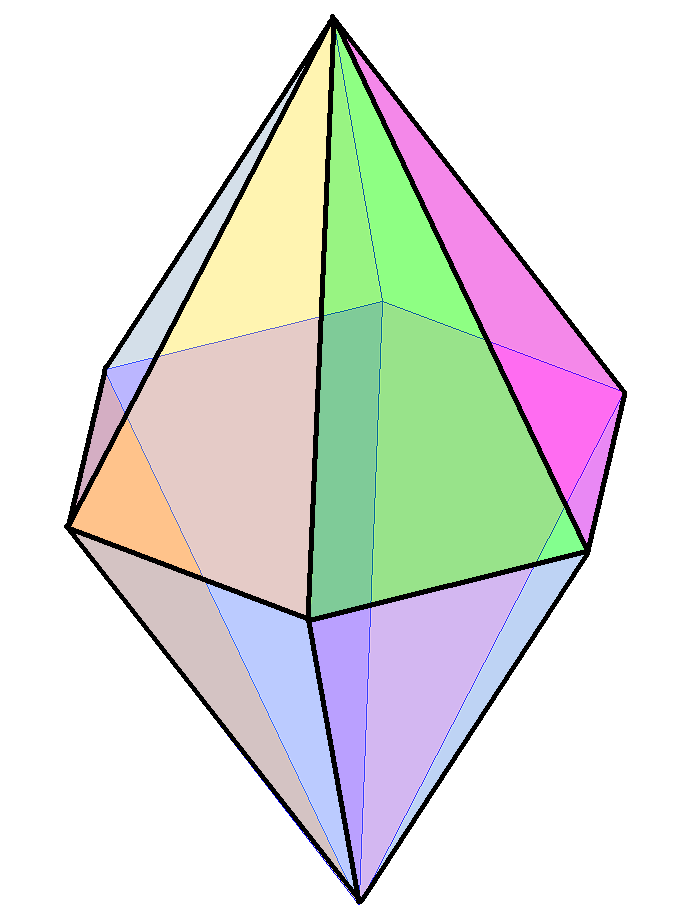
雙六角錐

雙六角錐是一種以六邊形為基底的雙錐體，是十二面體的一種，其可以視為兩個六角錐底面對底面疊合成的立體，由12個面、18條邊和8個頂點組成，對偶多面體為六角柱。

### 側錐七角柱
側錐七角柱是指在七角柱的側面上疊上錐體所構成的立體。側錐七角柱，是十二面體的一種，共由12個面、25條邊和15個頂點所組成。當側錐七角柱的所有面都是正多邊形時，其側錐的側面與七角柱側面的角度將會超過180度（約為183.3度）為接近平角的優角：
{\displaystyle {\frac {5\pi }{7}}+\arccos {\left({\frac {1}{\sqrt {3}}}\right)}\approx 3.19931137\approx 183.3070388888^{\circ }}
因為有超過180度的內角，因此這種多面體是凹多面體，故不屬於詹森多面體。底面邊數最高且屬於詹森多面體多面體的側錐柱體只到六角柱，即側錐六角柱，其中，側錐六角柱的側錐與側面的角度也十分接近平角的180度（約為174.7度）：
{\displaystyle \arccos {\left(-{\frac {1}{2}}\right)}+\arccos {\left({\frac {1}{\sqrt {3}}}\right)}\approx 3.04971172\approx 174.73561^{\circ }}

側錐七角柱
側錐六角柱

### 六方偏方面體

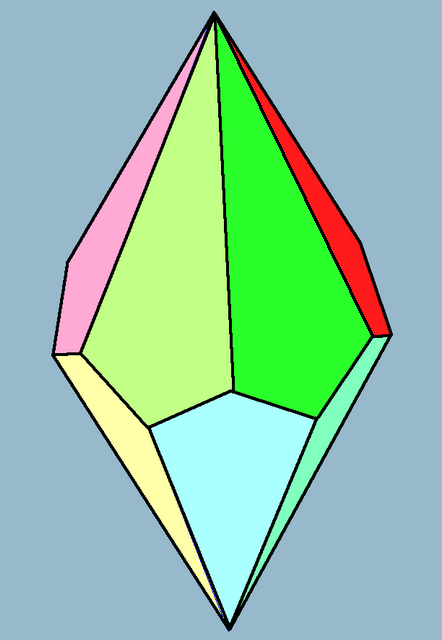
六方偏方面體

在幾何學中，六方偏方面體（英語：Hexagonal Trapezohedron）是一個由12個全等的鳶形組成的多面體，為六角反角柱的對偶。所有六方偏方面體都有12個面、24條邊和14個頂點。

### 二側錐四角柱
二側錐四角柱是指在四角柱的其中兩個側面上各疊上一個錐體所構成的立體。二側錐四角柱，是十二面體的一種，共由12個面、20條邊和10個頂點所組成。二側錐四角柱可以分成兩種，一種為鄰二側錐四角柱，另一種為對二側錐四角柱，差別在疊上錐體的側面之相對關係。
鄰二側錐四角柱是指錐體疊在四角柱相鄰側面所構成的二側錐四角柱。由於錐體疊在相鄰側面，因此其錐體側面與另一錐體側面的夾角將成為優角，也就是大於180度，因此鄰二側錐四角柱是一種凹多面體。
對二側錐四角柱是指錐體疊在四角柱相對側面所構成的二側錐四角柱。因為錐體疊在相對的面，因此不存在「體側面與另一錐體側面相鄰」的情況，故滿足所有二面角皆小於180度，因此是一種凸多面體。若對二側錐四角柱疊上錐體之前的四角柱底面為正方形，則這種立體也等價於雙四角錐柱，即將兩相對疊上錐體的側面視為底面，即變為「在四角柱兩底面疊上錐體」所形成的立體。若這種立體又滿足所有邊等長的條件，則它也是詹森多面體的一種，此時若邊長為{\displaystyle L}，則其體積{\displaystyle V}與表面積{\displaystyle A}為：
{\displaystyle V=L^{3}\cdot \left(1+{\frac {\sqrt {2}}{3}}\right)\approx L^{3}\cdot 1.471404521}
{\displaystyle A=L^{2}\cdot \left(4+2{\sqrt {3}}\right)\approx L^{2}\cdot 7.464101615}

鄰二側錐四角柱
對二側錐四角柱

### 五邊形十二面體
五邊形十二面體（pentagonal dodecahedron）是指由五邊形構成的十二面體。對稱性最高的五邊形十二面體是正十二面體，其餘還有五角十二面體、五角三四面體等多面體。
| 1 : 1                                              | 0 : 1                            | 1 : 1                              | 2 : 1                                 | 1 : 1                                        | 0 : 1                                | 1 : 1                  |
| h = −√5 + 1/2                                      | h = -1                           | h = -√5 + 1/2                      | h = 0                                 | h = √5 − 1/2                                 | h = 1                                | h = √5 + 1/2           |
| -------------------------------------------------- | -------------------------------- | ---------------------------------- | ------------------------------------- | -------------------------------------------- | ------------------------------------ | ---------------------- |
| 大星形十二面體是一種由正五角星組成的星形正多面體。 | 退化。有12個頂點位於其幾何中心。 | 凹等邊十二面體，又稱為內十二面體。 | 將立方體的每個面分割成2個矩形的結構。 | 在這一系列中既等邊又是凸的情況為正十二面體。 | 6條邊退化成邊長0的情況為菱形十二面體 | 邊自相交的等邊十二面體 |

#### 正十二面體
正十二面體也是一種五邊形十二面體，因其其也是由12個五邊形構成的十二面體。在所有五邊形十二面體中，正十二面體擁有最高的對稱性。更多資訊請參閱#正十二面體章節。

#### 五角十二面體

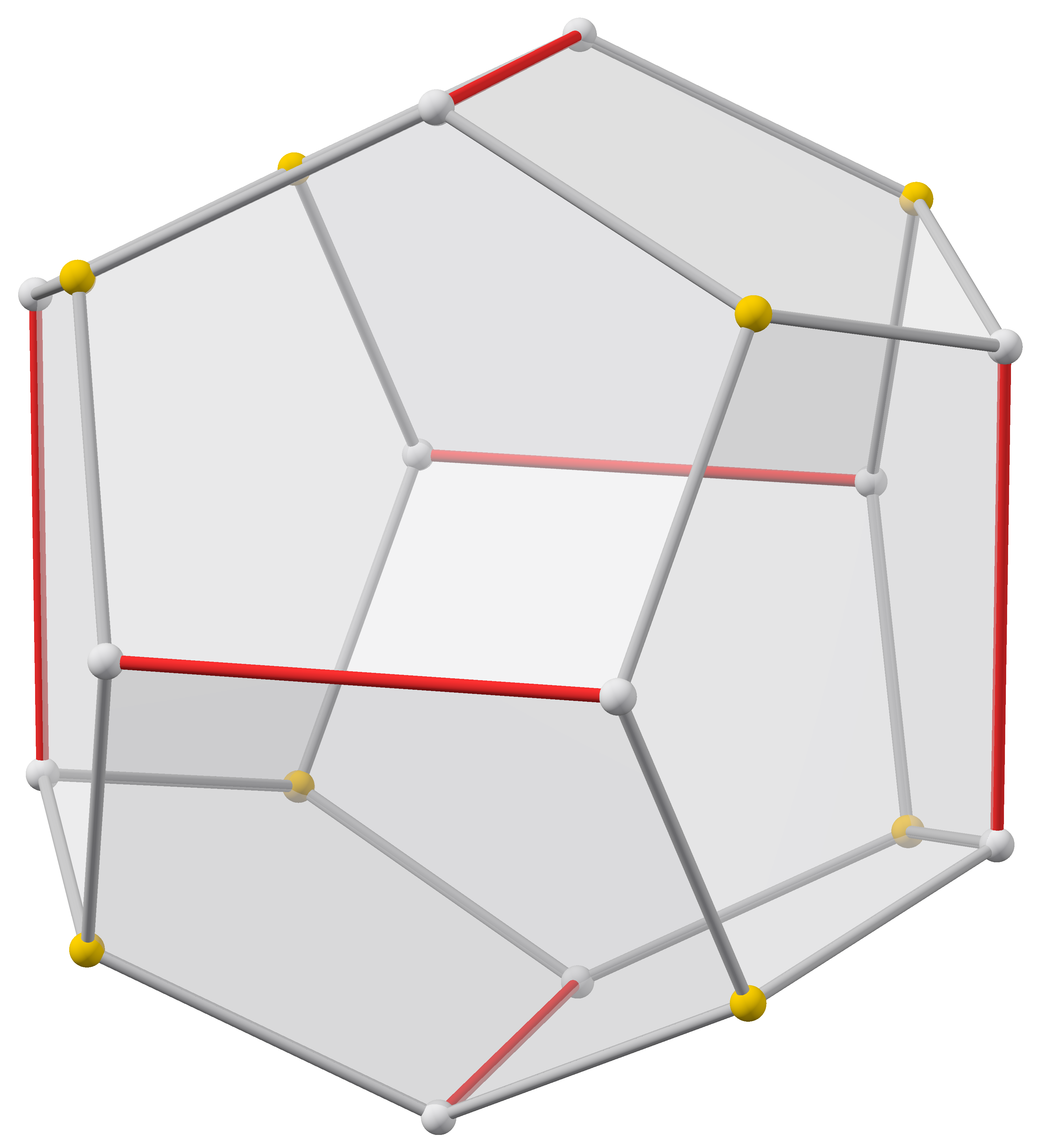
五角十二面體

五角十二面體是一種由12個不等邊五邊形組成的十二面體，具有四面體群對稱性。其與正十二面體類似，皆是由12個全等的五邊形組成，且每個頂點都是3個五邊形的公共頂點，但由於其面不是正多邊形，其頂點的排佈未能達到五摺對稱性，因此不屬於正多面體。部分的化學物質或礦石其晶體形狀是這種形狀，例如黄铁矿和部分的天然氣水合物。其英文名稱Pyritohedron是來自黄铁矿的英文pyrite以及多面體的字尾-hedron命名的。
| 天然黃鐵礦（角度標於右圖） |

#### 五角三四面體

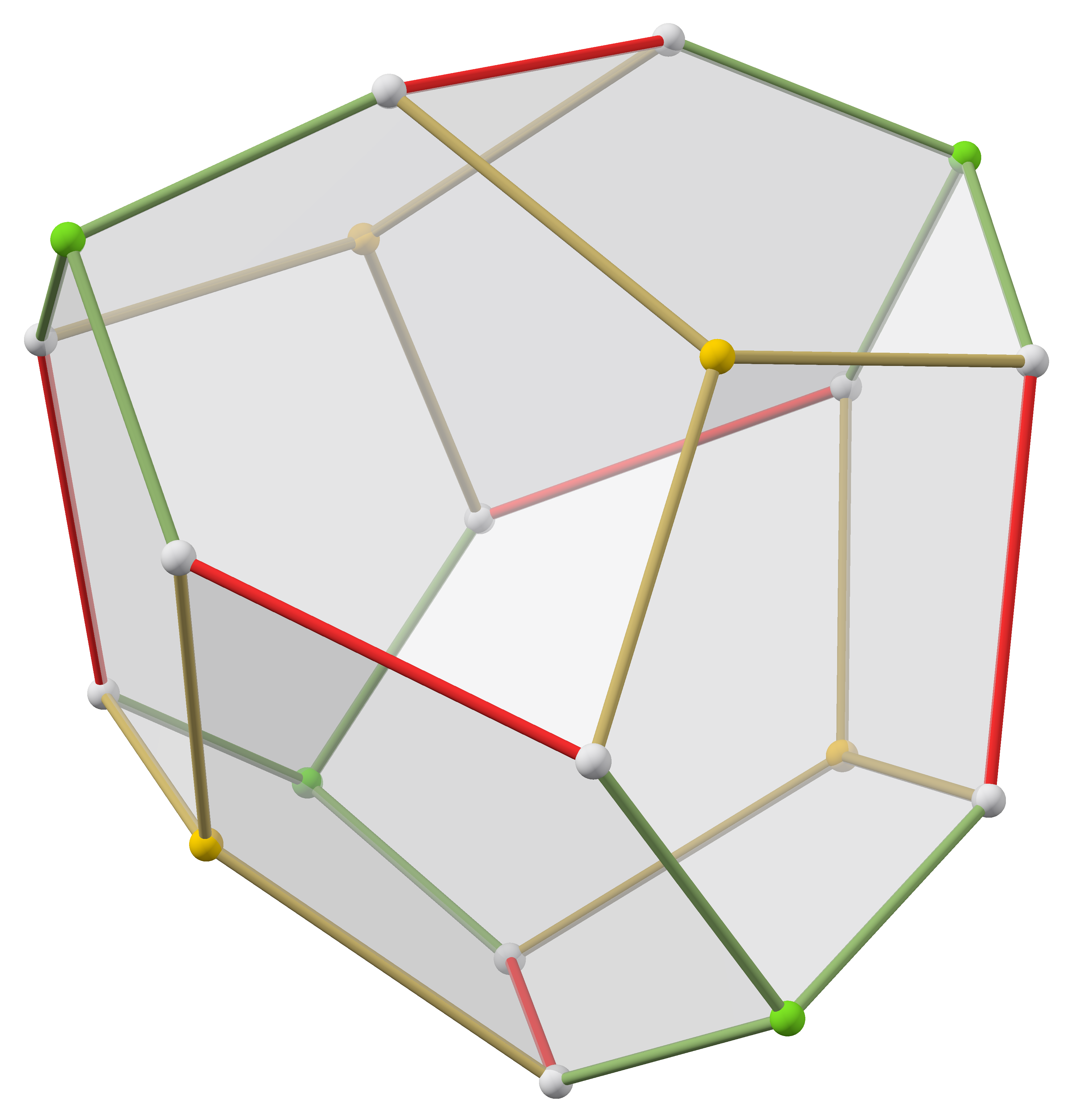
五角三四面體

五角三四面體（tetartoid）也是一種五邊形十二面體，其由12個不等邊五邊形構成，並具有手性四面體群對稱性。其與正十二面體一樣都由12全等的五邊形面組成，且有20個頂點，每個頂點皆與三個面相鄰，但，與正十二面體不同之處在於，組成五角三四面體的五邊形不是規則的，並且五角三四面體沒有五階對稱軸。
雖然天然的晶體結構中不存在正十二面體，但存在五角三四面體形式。五角三四面體的名稱源自於其可由四面體進行陀螺變換（gyro）來構造，在康威多面體表示法以gT來表示，而其英語名稱tetartoid則源自希臘語，意為四分之一，因為它具有四分之一的全八面體對稱性和一半的五角十二面體群對稱性。

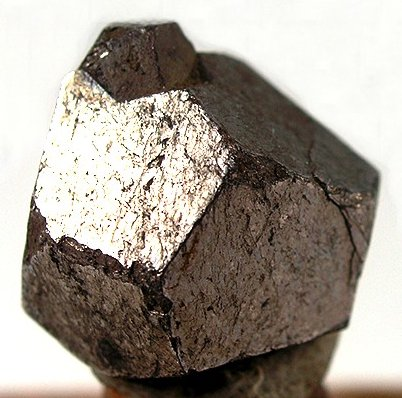
辉砷钴矿的晶形為五角三四面體

### 複三方偏三角面體
複三方偏三角面體（ditrigonal scalenohedron）又稱為六方偏三角面體（Hexagonal Scalenohedron），是指具有三角形二面體對稱性的偏三角面體，可以視為底為扭歪六邊形的雙六角錐，由12個全等的不等邊三角形組成:245，共有12個面、18個邊和8個頂點。在礦物學中，複三方偏三角面體是一種晶族，部分晶體的晶形可以呈複三方偏三角面體形狀，例如爐甘石:107和方解石。

複三方偏三角面體
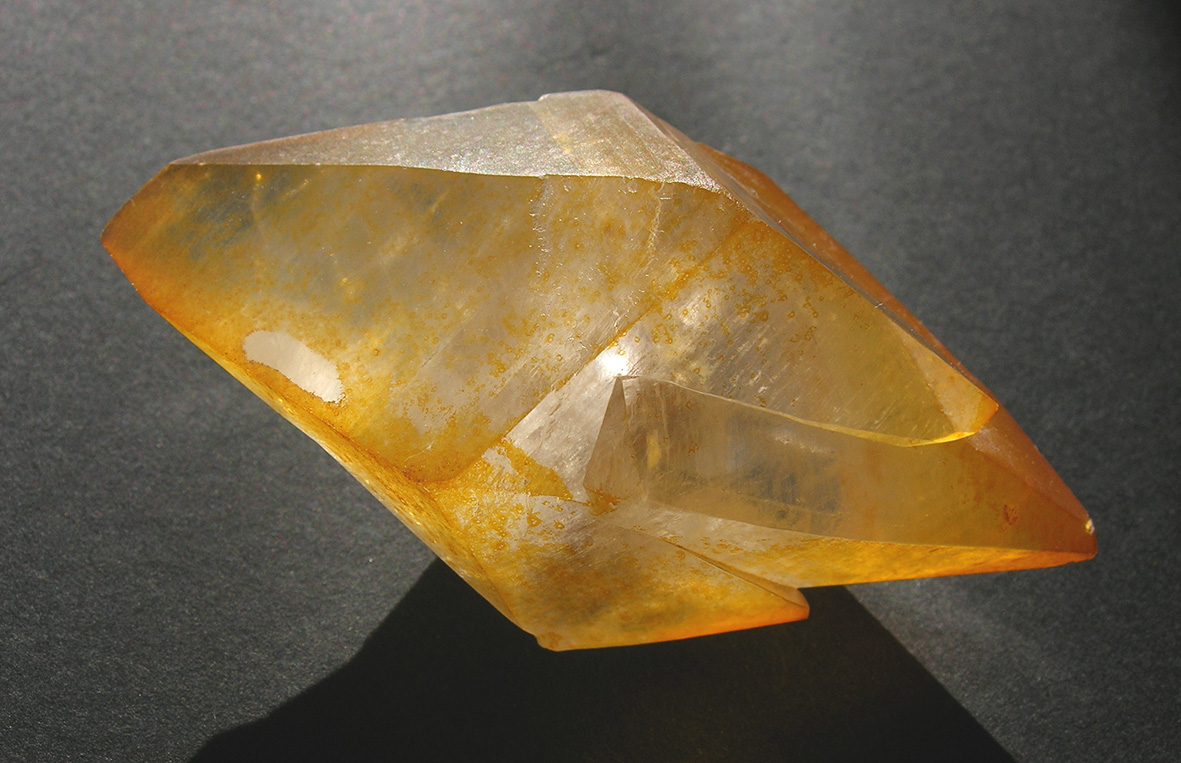
晶形呈複三方偏三角面體的方解石

### 詹森多面體
在十一面體中，有4個是詹森多面體，它們分別為：正五角帳塔、扭稜鍥形體、雙四角錐柱、正二十面體欠二側錐。
| 名稱               | 種類         | 圖像 | 編號 | 頂點 | 邊 | 面 | 面的種類                                      | 對稱性             | 展開圖 |
| ------------------ | ------------ | ---- | ---- | ---- | -- | -- | --------------------------------------------- | ------------------ | ------ |
| 正五角帳塔         | 帳塔         |      | J5   | 15   | 25 | 12 | 5個正三角形 5個正方形 1個正五邊形 1個正十邊形 | C5v, [5], (*55)    |        |
| 扭稜鍥形體         | 變稜錐       |      | J84  | 8    | 18 | 12 | 12個正三角形                                  | D2d                |        |
| 雙四角錐柱         | 雙錐柱       |      | J15  | 10   | 20 | 12 | 8個正三角形 4個正方形                         | D4h, [4,2], (*422) |        |
| 正二十面體欠二側錐 | 切割二十面體 |      | J62  | 10   | 20 | 12 | 10個正三角形 2個五邊形                        | C2v                |        |

### 十二面體列表
| 名稱               | 種類           | 圖像 | 符號                | 頂點 | 邊 | 面 | χ | 面的種類                     | 對稱性                           | 展開圖 |
| ------------------ | -------------- | ---- | ------------------- | ---- | -- | -- | - | ---------------------------- | -------------------------------- | ------ |
| 正十二面體         | 正多面體       |      | {5,3} ·             | 20   | 30 | 12 | 2 | 12個正五邊形                 | Ih, H3, [5,3], (*532)            |        |
| 十角柱             | 稜柱體         |      | t{2,10} · {10}x{} · | 20   | 30 | 12 | 2 | 2個十邊形 10個矩形           | D10h, [8,2], (*10 2 2), order 40 |        |
| 十一角錐           | 稜錐體         |      | ( )∨{11}            | 12   | 22 | 12 | 2 | 1個十一邊形 11個三角形       | C11v, [11], (*11 11)             |        |
| 雙六角錐           | 雙錐體         |      | { }+{6} ·           | 8    | 18 | 12 | 2 | 12個三角形                   | D6h, [6,2], (*226), order 24     |        |
| 五角反柱           | 反稜柱         |      | s{2,5} ·            | 10   | 20 | 12 | 2 | 2個五邊形 10個三角形         | D5d, [2+,10], (2*5), order 20    |        |
| 截對角五方偏方面體 | 截對角偏方面體 |      |                     | 20   | 30 | 12 | 2 | 2個五邊形底面 10個五邊形側面 | D5d, [2+,10], (2*5), 20階        |        |